# Jugoslávie na Letních olympijských hrách 1948
Jugoslávii na Letních olympijských hrách 1948 v Londýně reprezentovalo 90 sportovců, z toho 79 mužů a 11 žen v 8 sportech.

## Medailisté
| Medaile | Jméno | Sport    | Disciplína        |
| ------- | --- | -------- | ----------------- |
| Stříbro | Ivan Gubijan | Atletika | Muži hod kladivem |
| Stříbro | Franjo Šoštarić Miroslav Brozović Branko Stanković Zlatko Čajkovski Aleksandar Atanacković Prvoslav Mihajlović Rajko Mitić Franjo Wölfl Stjepan Bobek Željko Čajkovski Ljubomir Lovrić Zvonimir Cimermančić Bernard Vukas Ivan Jazbinšek Ratko Kacijan Frane Matošić Bela Palfi Miodrag Jovanović Kosta Tomašević Josip Takač Božo Broketa Aleksandar Petrović | Fotbal   | Turnaj mužů       |